# Gremi d'Editors de Catalunya
El Gremi d'Editors de Catalunya és una organització empresarial que agrupa el conjunt d'editors de Catalunya i actua com a representació del col·lectiu editorial a Catalunya, defensant els interessos del sector i servint com a consultoria per a les empreses agremiades. Està integrada per totes aquelles persones físiques o jurídiques de caràcter privat que exerceixen, d'una manera regular i contínua, l'edició de llibres en qualsevol format. El 2020 en formen part 240 empreses agremiades amb seu a Catalunya independentment de la llengua en què publiquin: català, castellà, i fins i tot anglès; i més de 370 segells editorial la qual cosa representa més del 98% del mercat editorial. El Gremi d'Editors de Catalunya és una de les entitats fundadores de la Cambra del Llibre de Catalunya que, a més, actualment presideix. El 2020, el president del Gremi d'Editors era Patrici Tixis, en representació de l'Editorial Planeta.
La seva fundació data de l'any 1977; i té representació tant en òrgans i organitzacions d'àmbit local, com estatal i internacionals. És membre de la Federació de Gremis d'Editors d'Espanya i de la Federació d'Editors Europeus, entre d'altres organismes.

## Esdeveniments que organitza
La Nit de l'Edició

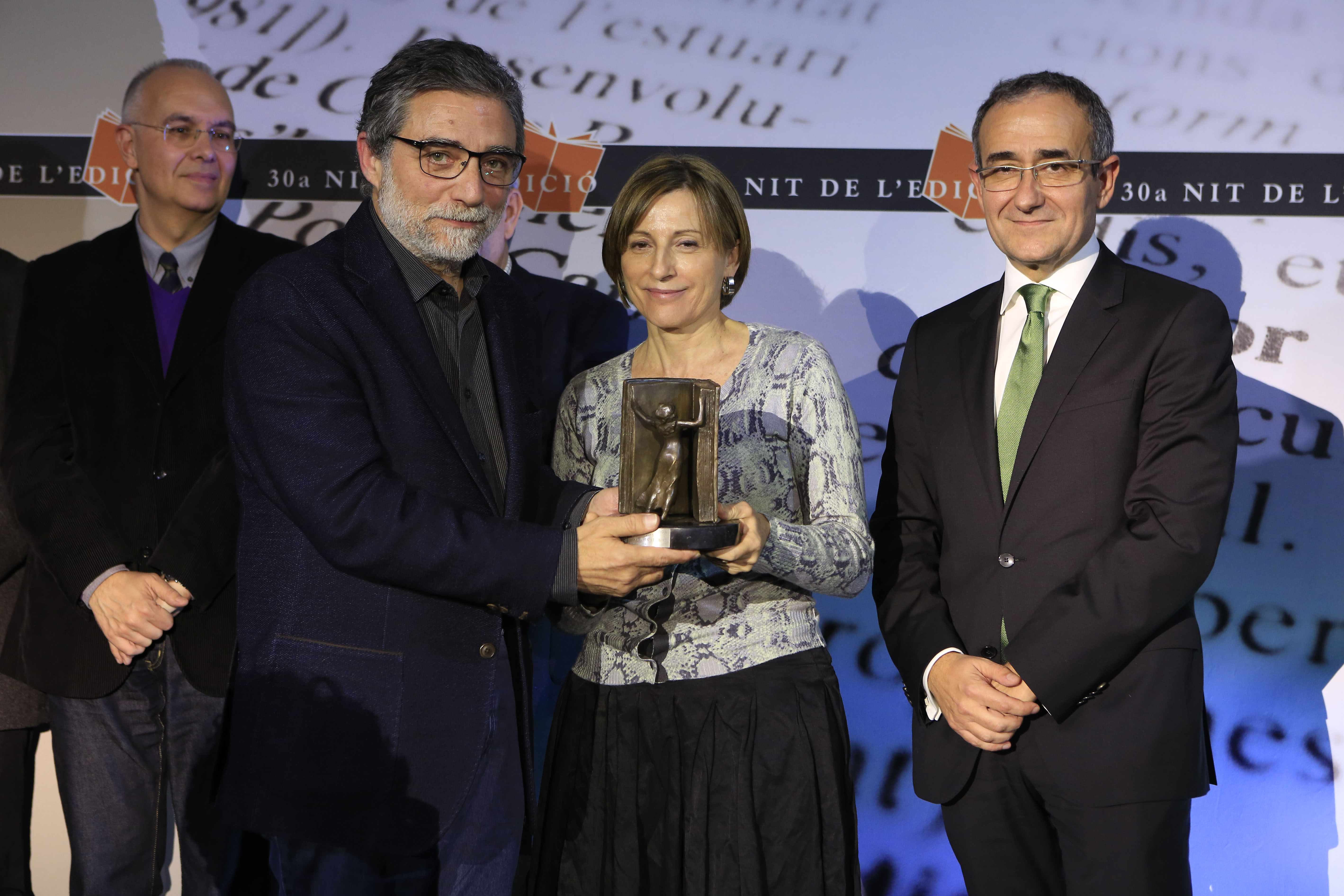
Premi Atlàntida a Jaume Plensa, a la Nit de l'Edició de 2016

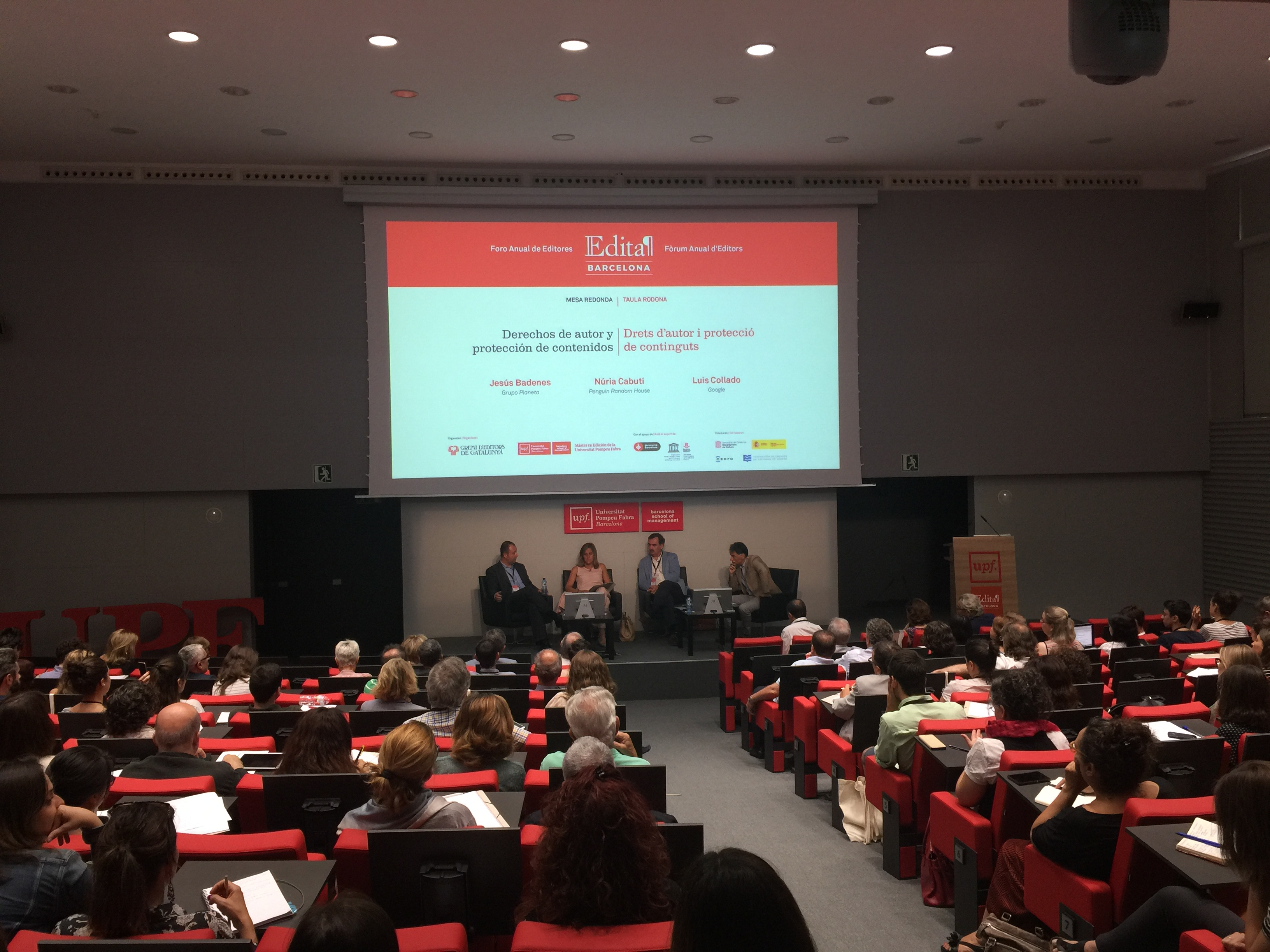
Forum Edita Barcelona

El Gremi d'Editors de Catalunya organitza, des de 1985, La Nit de l'Edició: un esdeveniment celebrat normalment el mes de desembre, en què aglutina el món editorial català i atorga diferents premis a entitats, empreses i persones del sector que s'han distingit per diversos aspectes. Els principals premis que s'atorguen durant la Nit de l'Edició són:
- El Premi Atlàntida: l'atorga un jurat, que consta de 17 membres i està integrat per editors i periodistes de les capçaleres dels diaris impresos que tenen edició a Catalunya, a una personalitat de reconegut prestigi que s'hagi distingit per la seva contribució al foment de la lectura i del món del llibre i, també, pel seu compromís en la promoció i defensa del valor de la cultura i de la propietat intel·lectual. Des de la primera convocatòria, l'any 1986, el Premi Atlàntida ha recaigut en personalitats com Václav Havel, Jacques Santer, Viviane Reding, Fabián Estapé, Javier Solana i Jordi Savall entre d'altres.[4]
- El Memorial Fernando Lara: l'atorga la Cambra del Llibre de Catalunya, i es confereix en reconeixement d'un jove empresari o a una nova iniciativa empresarial del sector del llibre, ja sigui editor, distribuïdor, llibreter o gràfic.[5]
- Premi de Traducció Ángel Crespo: l'atorga l'Associació Col·legial d'Escriptors de Catalunya per tal de retre homenatge a la figura del gran traductor, poeta i humanista Ángel Crespo i tenint present que una gran proporció de les traduccions al castellà s'editen a Catalunya.[cal citació]
- Premis de reconeixement especial: El Gremi d'Editors de Catalunya aprofita la Nit de l'Edició per reconèixer la tasca d'empreses, persones o entitats que durant aquell any hagin destacat per alguna raó especial o celebrin algun aniversari.[cal citació]

Forum Edita
Des de l'any 2016, el Gremi d'Editors de Catalunya organitza, conjuntament amb l'UPF Barcelona School of Management el Forum Edita. Se celebra a les instal·lacions de la Universitat Pompeu Fabra, al campus Balmes de Barcelona, durant tres dies del mes de juliol. És un trobada de caràcter internacional en la que s'organitzen xerrades, taules rodones i debats sobre els aspectes més candents de l'actualitat del món editorial, tant a nivell nacional com internacional, amb la presència de representants del sector tant d'Espanya com de països estrangers. Té el suport d'institucions públiques com l'Ajuntament de Barcelona, la Generalitat de Catalunya i el Ministeri de Cultura del govern d'Espanya, i d'entitats del sector del llibre com CEDRO i la Federació de Gremis Editors d'Espanya.